# Ялтинський університет менеджменту
Ялтинський університет менеджменту — недержавний вищий навчальний заклад IV рівня акредитації, підпорядкований Міністерству освіти і науки України, розташований в Ялті. Ліцензія АВ № 048042.

## Спеціальності
- екологія та охорона довкілля
- менеджмент організацій
- облік і аудит
- програмне забезпечення автоматизованих систем
- фінанси
- переклад

## Інформація
Навчання на військовій кафедрі на комерційній основі. Сучасна комп'ютерна база: 7 комп'ютерних класів, Інтернет, 2 лінгафонні лабораторії, обладнання для презентацій, спортивні секції. Студенти мають можливість брати участь у ділових іграх з менеджменту і фінансів, фізико-математичних і комп'ютерних регатах. Студенти мають можливість отримати другий диплом Державного університету штату Нью-Йорк (США).
У зв'язку з вступом України у Болонський процес Ялтинський університет менеджменту включений у експериментальну групу університетів України, яким доручено першими оволодіти європейськими стандартами освіти в рамках Болонського процесу.

## Нагороди та відзнаки
За становлення і розбудову освіти в Україні Ялтинський університет менеджменту нагороджений Дипломом ІІ ступіню як один з найкращих вузів України.
За видатні досягнення в організації освіти і підвищення якості навчання Ялтинський університет менеджменту нагороджений Почесною нагородою і Дипломом «За Європейську якість».